# スィージ
 『スィージ』（スィージ、siege、しばしばSIEGEと表記される）は、1992年に単行本として初めて出版されたエッセイ集で、1980年代にネオナチでありカルト指導者チャールズ・マンソンの仲間であったジェームズ・メイソンによって書かれた。ネオナチ運動の大衆運動的アプローチに幻滅した後、彼はテロを通じて白人革命を提唱するようになった。「ファシスト・テロリズムのゴッドファーザー」と呼ばれるメイソンは、カナダで「テロリスト」として存在を禁止されている。メイソンはもともと、アメリカ・ナチ党の過激派分派である国家社会主義解放戦線の同名のニュースレターのためにエッセイを書いた。

## 内容とイデオロギー：「スィージ・カルチャー」
スィージのイデオロギーは、ネオナチや過激主義対策の専門家から「スィージ・カルチャー」と呼ばれている。スィージ・カルチャーはナチズムから着想を得ており、政府、ユダヤ人、資本家が白人の利益に反して行動するという陰謀である「ザ・システム」という考え方を含んでいる。スィージ・カルチャーでは、ファシズムは最高の真実であり、白人が他のすべてを支配する自然な状態である。その結果、スィージ・カルチャーは、アピールを増やすためにメッセージを和らげることは不可能であり、いかなる形態の妥協も本質的に欠陥があると信じている。スィージ・カルチャーは、献身的でないと見なされ、その結果、特別な真実へのアクセスを持つ革命的な前衛を代表するという信念につながる他の右翼を批判している。FBIはメモの中で「スィージ・ネットワーク」について言及しており、「アナログの現実で互いに協力するオンラインチャネルと現実世界のグループのグローバルネットワーク」と説明している。同様に、ユーロポールは2022年の「テロ情勢と傾向報告」で、「スィージと加速主義は、どちらも暴力を扇動する大きな可能性を秘めており、2021年に最も顕著なイデオロギーであり、特にオンラインで急進化する若者を魅了した」と指摘している。
ネオファシストのインターネットフォーラムであるアイアン・マーチのメンバーは、メイソンの著書『スィージ』とその明示的にテロリスト的なネオナチズムを再出版し、普及させた。国際テロ対策センターによると： 

「[アトムヴァッフェン・ディビジョンとロシア帝国運動]は、オンライン過激主義の常習者であり、フォーラムでテロを称賛することが多いが、より深い類似点は、「加速主義」という共通のイデオロギー的抱擁と、特に、ネオナチのイデオローグであるジェームズ・メイソンによって最近復活した教義、現在「スィージ・カルチャー」と呼ばれているものである。...「スィージ・カルチャー」のテロリスト的擁護は、右翼過激派に急進化の効果をもたらしている」。

右翼過激派の間でさえ周縁的なイデオロギーであるが、「スィージ・カルチャーは、英国の極右に関連する最近のテロ対策事件の多くを支えている」と、安全保障脅威に関する研究と証拠センターは述べている。スィージは、今日の現代のネオナチ運動内の人々にとって必読の書であり、メイソンは、生きている最も重要なファシスト革命家であると考える人もいる。スィージは、より有名なルイス・ビームがエッセイ「リーダーレス・レジスタンス」を発表する数年前に、「一匹狼テロ」を明確に提唱していた。最終的に彼の聴衆を見つけたメイソンの著作は、世界的な過激派ネオナチ活動の急増に影響を与えた。特に若いネオナチにとって、2015年以来、スィージは、『我が闘争』に匹敵すると言っても過言ではない、基礎的なテキストとなっている。テロ対策の専門家は、スィージが右翼過激主義の「恥知らずなテロリスト」の末端にあるため、これを懸念している。世界的に、スィージ・カルチャーは、無数のテロ攻撃や陰謀に関連している。過激主義対策プロジェクトは、2020年だけで25人のテロリストをスィージ・カルチャーに関連付けた。例えば、2021年にフィンランドで、フィンランドの治安当局によるとスィージ・カルチャーを信奉する5人の男性が、アサルトライフル、40キロ以上の既製の爆発物、数百リットルの爆発物の前駆物質を持って逮捕された。SPLCによると、新世代のネオナチは「メイソンの目的論に完全に浸っており[...]、暴力を振るうことへの熱意で、既成の極右と極左に挑戦している」。
「スィージを読め」というミームとハッシュタグ#ReadSiegeは、インターネットのネオナチとオルタナ右翼のソーシャルメディアの間で人気を博した。

### スィージ・カルチャーの組織
- アトムヴァッフェン・ディビジョンは、2013年にブランドン・ラッセルによって設立された加速主義的なネオナチのテロ組織であり、複数の殺人や大量殺戮の陰謀に関与している。アトムヴァッフェンは、英国、カナダ、オーストラリアでテロ組織として禁止されている[20]。
- ザ・ベースは、2018年にリナルド・ナッザロによって結成され、米国、カナダ、オーストラリア、南アフリカ、ヨーロッパで活動している、ネオナチ、白人至上主義、加速主義の準軍事的なヘイトグループおよびトレーニングネットワークである。2021年11月現在、カナダ、オーストラリア、英国でテロ組織と見なされている[13]。
- コンバット18は、カナダとドイツで禁止されているネオナチ組織であり、ヴァルター・リュプケの暗殺と2009年のヴィートコフ放火事件に関連している[21][22]。
- 北欧抵抗運動は、加速主義を信奉し、ONAや、2016年にヘルシンキで反ファシストを殺害した事件など、複数のテロの陰謀や殺人に関連している汎北欧のネオナチ組織である。NRMをテロ組織として禁止する国際的な取り組みがあり、2019年にフィンランドで禁止された[23][13]。2024年6月14日、米国国務省は、NRMとその指導者を特別指定グローバルテロリスト（SDGT）に指定した[24][25][26]。
- 九角教団は、複数の殺人やテロの陰謀に関連しているネオナチのサタニズム組織である。ONAをテロ組織として禁止する国際的な取り組みがある。さらに、ONAはアトムヴァッフェンとザ・ベースに関連しており、ONAの創設者であるデイビッド・マイアットは、かつてC18のリーダーであった[13]。
- ロシア帝国運動は、ロシアで発見された白人至上主義組織であり、ネオファシストのテロリストとのつながりから、米国とカナダでテロ組織として禁止されている。RIMによって訓練された人々は、一連の爆撃を実行し、ドンバスの分離主義過激派に加わった[14]。

## SIEGEニュースレター
SIEGEニュースレターは、1980年8月から1986年6月まで毎月発行されていた。各号は6ページで、ほとんどの場合、原著者であるジェームズ・メイソンによって執筆された。彼の著作は、ジョージ・リンカーン・ロックウェル、ジョセフ・トマッシ、アドルフ・ヒトラー、ウィリアム・ルーサー・ピアースのイデオロギーに基づいて構築されることが多かった。ニュースレターは、ジョセフ・トマッシ、ペリー・ワーサン、フランク・スピサックによる再版や著作の形で発行されることもあった。メイソンは自身の作品を2つの異なる時期に分けて捉えており、最初の4年間で世界とその変え方について、そして最後の2年間で「より明確な説明」を提供していた。この期間中、メイソンのネオナチ思想は熱心さを保ちつつも、変動も見られた。例えば、彼は最終的に、出版の最後の年に、キリスト教をネオナチズムの重要な側面であると宣言している。このニュースレターにおけるもう1つの変動は、暴力的な活動主義への支持であった。当初、メイソンは左翼や黒人国家主義者の暴力的な戦術について好意的に書いていた。しかし、その後、彼のこの種の活動主義への支持は、さらに広く、衰退していった。SIEGEニュースレターは、一貫して反体制であり、保守派や右翼であるという概念さえ拒否していた。スペンサー・サンシャインによれば、次のように述べられている。
彼は、必要なのは単なる国家権力の掌握ではなく、浄化革命、「ユダヤ人資本主義システムに対する全面戦争」であると強調した。SIEGEの読者は、大衆に火をつける単なる火花ではなく、独自に「完全かつ完璧な」革命という公然たる救世主的な目的を持つ行動を取るよう勧められた。
暴力的な活動主義という点では、メイソンは1981年のブリンクス強盗事件や1985年のMOVE爆撃事件など、国家と市民の衝突に惹かれた。しかし、彼はネオナチに対して、黒人国家主義者や左翼に国家とのこの戦いを任せ、ネオナチ運動は暴力的な活動主義を無効化すべきであると助言した。
SIEGEニュースレターは、メイソンがうつ病と、彼のイデオロギーがすでに自費出版したものに完全に伝えられているという感覚を理由に、1986年に終了した。

## SIEGE本
SIEGEニュースレターの終了に伴い、マイケル・J・モイニハンなど、アメリカのネオナチ運動の他の人物が、メイソンに彼の初期の作品を含む一種のアンソロジーを作成するよう勧めた。モイニハン自身が、SIEGE本の序文を書くことになり、以下はその抜粋である 。
あなたが手にしているSIEGEの本は、ガイドとツールの両方として意図されている。観察者や好奇心旺盛な人にとっては、過激な政治思想の冥界を案内するガイドとして機能する。…この本は、ますます過激で妥協のない国家社会主義の哲学、戦術、プロパガンダを理解するための、ユニークで直接的なアクセスポイントを提供する。…第二に、そしてより重要なことに、この本は実用的なツールとして機能することを意図している。大多数の読者は、単なる社会学者や研究者ではなく、これらの思想にすでに傾倒しているかもしれない少数の人々であることを願っている。これは、国家社会主義者だけでなく、あらゆる種類の革命家や狂信者を指すのは間違いない。
メイソンのために本を出版してくれる人を見つけるのに何年も苦労した後、この本は1993年4月に『SIEGE: ジェームズ・メイソンの著作集』というタイトルで出版された。メイソンは、反ユダヤ主義、女性の支持者、人種差別、若者の間での人気が彼自身の作品に影響を与えたチャールズ・マンソンにこの本を捧げた。その後、2003年に第2版がリリースされた。

## スィージの影響
メイソンのSIEGEの読者数は、流通している間は多くはなかった。例えば、SIEGEニュースレターは、毎回100部以上発行されることはなかった。しかし、ジェームズ・メイソンのSIEGEの影響は、2010年代にアイアン・マーチで再発見されたことで飛躍的に大きくなった。

## ロシアでの禁止
TASSによると、サンクトペテルブルクの沿海地方裁判所は、2023年8月14日に「裁判所は、ジェームズ・メイソンによる[スィージ]を、ロシア連邦領土での配布が禁止されている過激派資料として認めた」と宣言した。裁判所は、スィージが、特に、人種的少数派や麻薬使用者に対する攻撃を計画していたブリヤートのアトムヴァッフェン・ディビジョンのセルに影響を与えたことを認めた。裁判所は、スィージをホストおよび配布していた11のウェブサイトを禁止した。

## 参照
1. 1 2  “James Mason”. Southern Poverty Law Center. 2019年6月17日時点のオリジナルよりアーカイブ。2019年6月16日閲覧。
2. 1 2  Spencer Sunshine (2024). Neo-Nazi Terrorism and Countercultural Fascism: The Origins and Afterlife of James Mason’s Siege. Routledge. p. 13. ISBN 9780429576010
3. ↑  “Tutkintoja ja tuomioita: Kankaanpään, Lahden ja Ylöjärven tapauksissa yhteensä 10 natsiterroristia”. Varisverkosto (2024年5月10日). Template:Cite webの呼び出しエラー：引数 accessdate は必須です。 “Yhdysvalloissa avoin “rotusodan” ihannointi sai uutta pontta, kun yhdysvaltalainen uusnatsi James Mason julkaisi Siege-nimisen kirjan 90-luvun alussa. Teos on käännetty suomeksi ja liikkuu myös natsien Telegram-ryhmissä sekä muualla verkossa. [In the United States, the idealization of an open "race war" got a new impetus when the American neo-Nazi James Mason published a book called Siege in the early 90s. The work has been translated into Finnish and is also circulating in Nazi Telegram groups and elsewhere online.](via Google Translate)”
4. 1 2  “Siege: The Atomwaffen Division and Rising Far-Right Terrorism in the United States”.  International Centre for Counter-Terrorism (2019年10月9日). 2019年11月25日時点のオリジナルよりアーカイブ。2019年10月9日閲覧。
5. ↑  “THE TERRORGRAM NETWORK: A SPIRAL TOWARDS BLOODSHED”. Hope Not Hate. (2022年11月23日)
6. 1 2 3  “Atomwaffen and the SIEGE parallax: how one neo-Nazi's life's work is fueling a younger generation”.  Southern Poverty Law Center (2020年6月16日). Template:Cite webの呼び出しエラー：引数 accessdate は必須です。
7. ↑  Public Safety Canada (2018年12月21日). “Currently listed entities”. Government of Canada. 2021年6月25日閲覧。
8. 1 2  “The Godfather of Fascist Terrorism”.   Fair Observer (2022年8月18日). Template:Cite webの呼び出しエラー：引数 accessdate は必須です。
9. ↑  Contemporary manifestations of violent right-wing extremism in the EU: An overview of P/CVE practices Migration and Home Affairs | European Commission, 2 September 2022. "The Siege Culture is inspired by the book called Siege, published in 1992 by American neo-Nazi James Mason. Throughout the book, Mason calls for leaderless resistance and deliberate terrorist acts to bring about a race war and the downfall of the global political system."
10. 1 2  Centre for Research and Evidence on Security Threats, "Siege Culture And Accelerationism In The UK, 2 September 2022"
11. ↑  “The Brown Internationale”. Die Zeit. (2022年9月30日)
12. ↑  “"Terrorist Situation and Trend Report"”. Europol (2022年10月6日). Template:Cite webの呼び出しエラー：引数 accessdate は必須です。
13. 1 2 3 4  Cruickshank, Paul; Hummel, Kristina, eds (22 December 2021). “The Iron March Forum and the Evolution of the "Skull Mask" Neo-Fascist Network”. CTC Sentinel (West Point, New York: Combating Terrorism Center) 14 (10):  27–37.  オリジナルの27 December 2021時点におけるアーカイブ。 2022年1月19日閲覧。.
14. 1 2 3 4  Johnson, Bethan; Feldman, Matthew (2021-07-21). “Siege Culture After Siege: Anatomy of a Neo-Nazi Terrorist Doctrine” (英語). International Centre for Counter-Terrorism:  1. "Before examining specifics of the newer elements of “Siege Culture,” it merits pausing to consider the primogenitors of this content, James Mason and Siege. Siege is essential reading for those within the contemporary neo-Nazi movement today, and Mason currently may be themost important fascist revolutionary alive."
15. ↑  Counter Extremism Project, "James Mason’s Siege: Ties to Extremists, 2 September 2022"
16. ↑  “Terroristiepäilyjen taustalla pahamaineinen Siege-kulttuuri – tästä siinä on kyse”. Iltalehti. (2021年12月7日)
17. ↑  “Kankaanpään epäiltyjen maailmankatsomus on marginaalinen jopa äärioikeiston sisällä - tutkijat kertovat, mitä akselerationismista tiedetään”. Aamulehti. (2021年12月7日)
18. ↑  “Äärioikeistolainen ideologia terrorismin näkökulmasta”. Finnish Security Intelligence Service. (2021年12月7日)
19. ↑  “Online radicalisation changed the far right in Finland”.  Finnish Security Intelligence Service (2022年6月17日). Template:Cite webの呼び出しエラー：引数 accessdate は必須です。
20. ↑  “Backgrounder: Atomwaffen Division (AWD)”.  Anti-Defamation League. 2018年2月3日時点のオリジナルよりアーカイブ。 Template:Cite webの呼び出しエラー：引数 accessdate は必須です。
21. ↑  “About the listing process”. www.publicsafety.gc.ca (2018年12月21日). 2016年10月5日時点のオリジナルよりアーカイブ。2020年4月6日閲覧。
22. ↑  “Bekanntmachung eines Vereinsverbots gegen "Combat 18 Deutschland" vom 13. Januar 2020 (ÖSII3-20106/2#13) (BAnz AT 23.01.2020 B1)” (ドイツ語).   Bundesanzeiger (2020年1月23日). 2020年9月26日閲覧。
23. ↑  “The case against the Nordic Resistance Movement in Finland: an overview and some explanations”.  University of Oslo Center for Research on Extremism. 2020年11月2日閲覧。 “It is notable however, that some NRM activists have reasoned that only radical measures will be effective post-ban, thus coming to support e.g. the accelerationist model of activity. Certain members of the group have also appeared as contributors to publications that promote esoteric forms of neo-Nazism. A corresponding shift towards a more “cultic” direction has also been observed in the United Kingdom after the banning of the National Action (NA).”
24. ↑  “Counter Terrorism Designations; West Bank-related Designation; Issuance of Amended Frequently Asked Questions”. Office of Foreign Assets Control (2024年6月14日). Template:Cite webの呼び出しエラー：引数 accessdate は必須です。
25. ↑  “Terrorist Designations of Nordic Resistance Movement and Three Leaders”. state.gov (2024年6月14日). Template:Cite webの呼び出しエラー：引数 accessdate は必須です。 “Today, the Department of State is designating Nordic Resistance Movement (NRM) as a Specially Designated Global Terrorist (SDGT) pursuant to Executive Order (E.O.) 13224, as amended.”
26. ↑  Bergkvist, Frida (2024年6月14日). “USA terrorstämplar nazistiska NMR” (スウェーデン語). DN.se. 2024年6月14日時点のオリジナルよりアーカイブ。2024年6月14日閲覧。
27. 1 2 3  Sunshine, Spencer (2024). Neo-Nazi Terrorism and Countercultural Fascism: The Origins and Afterlife of James Masons's Siege (1st ed.). New York, NW: Routledge. pp. 112-116
28. ↑  SIEGE 13(6) June 1984, p.1.
29. ↑  SIEGE 14(9) September 1985, p.3 (Siege, p. 175); SIEGE 9(6) October 1980, p.4; SIEGE 10(12) December 1981, p.4.
30. ↑  Sunshine, Spencer (2024). Neo-Nazi Terrorism and Countercultural Fascism: The Origins and Afterlife of James Mason's SIEGE (1st ed.). New York, NW: Routledge. pp. 120
31. 1 2 3  Sunshine, Spencer (2024). Neo-Nazi Terrorism and Countercultural Fascism: The Origins and Afterlife of James Mason's Siege (1st ed.). New York, NY: Routledge. pp. 236-238
32. ↑  Jenkins/Moynihan, "Introduction," Siege, 1st, ed. pp.xii, xxvii.
33. ↑  Sunshine, Spencer (2024). Neo-Nazi Terrorism and Countercultural Fascism: The Origins and Afterlife of James Mason's Siege (1st ed.). New York, NW: Routledge. pp. 9
34. ↑  Sunshine, Spencer (2024). Neo-Nazi Terrorism and Countercultural Fascism: The Origins and Afterlife of James Masons's Siege (1st ed.). New York, NW: Routledge. pp. 112-116
35. ↑  “Суд Петербурга признал экстремистским сборник Siege американского неонациста Мейсона”. TASS (2023年8月14日). Template:Cite webの呼び出しエラー：引数 accessdate は必須です。